# Хронолошки преглед открића Аустралије
Аустралија је најмањи континент на земљи. Налази се на јужној хемисфери између Индијског и Тихог океана. Име је добила по тзв Јужној земљи (Terra Australis), за коју се мислило да постоји јужно од Индијског океана.
Није тачно познато када су први Европљани стигли до Аустралије. У вези са тим помињу се Французи Бино Полмје де Гонвил (1503) и Гијом Ле Тести 1531, затим неки Португалци и Шпанац Хуан Себастијан Елкано, који је преузео вођење Магеланове експедиције (1522)
Тек почетком XVII века са сигурношћу се зна да су европски поморци дошли до Аустралије.
- 1606. — Холандски поморац Вилем Јансзон је први открио Аустралију упловивши у Капрентаријски залив.
- 1606. — Шпанац Луис Ваез де Торес је открио морски пролаз између Нове Гвинеје и Аустралије који је касније по њему добио име Торесов пролаз (Торесов мореуз).
- 1616. — На путу према Јави Холанђанин Дирк Хартог долази до западне обале Аустралије.
- 1642. — Холандски поморац Абел Тасман је јужно од Аустралије открио острво, које касније по њему добило име Тасманија.
- 1688. — Вилијам Дампир енглески поморац, је дошао до северне и западне Аустралије.
- 1770. — Џејмс Кук је открио Ботани залив и опловио је источну обалу Аустралије до Торесовог пролаза.
- 1788. - основана је прва енглеска колонија (кажњеничка колонија) у заливу Ботани.
- 1798. — Џорџ Бас открива морски пролаз између аустралијског копна и острва Тасманије, који је касније по њему добио назив Басов пролаз.
- 1802/1803. — Енглез Метју Флиндерс је истражио целу обалу Аустралије. Грегори Блексленд и Вилијам Чарлс Вентворт су први прешли преко источноаустралијских планина и стигли у унутрашњост Аустралије.
- 1814. — Метју Флиндерс је аустралијском копну дао име Аустралија према називу Terra Australis из старог века.
- 1839. — Едвард Џон Ејр је истражио пустињска подручја јужне Аустралије и открио језера Торес и Ејр. Ф. Т. Грегори је истражио западни и североисточни део Аустралије.
- 1860/62. — Џон Макдуал Стјуарт је пропутовао Аустралију од језера Ејр до луке Дарвин и назад до луке Бризбејн.
- 1891/92. Дејвид Линдзи је истражио велику пустињу Викторију.

Тим је упознавање Аустралије било углавном завршено. После тога почела су детаљна истраживања разних крајева Аустралије.